# 아 레이 두 아모르
《아 레이 두 아모르》(포르투갈어: A Lei do Amor)는 2016년 방영된 브라질의 텔레노벨라이다.